# Prémix (biologie moléculaire)
Pour l’article homonyme, voir Prémix.
Le prémix est le mélange des composants d'un kit de biologie moléculaire calculé pour le nombre d'échantillons à préparer (généralement plus un pour compenser les erreurs de pipettage), qu'on répartit alors dans chacun des tubes de réaction.